# Lasy Kijowieckie
Lasy Kijowieckie - kompleks leśny (4500 ha) w północnej części powiatu bialskiego. Spośród rzadziej w Polsce spotykanych przedstawicieli fauny na terenie lasu występują m.in.: dzięcioł duży, dzięcioł średni, dzięciołek, dzięcioł czarny, dzięcioł zielonosiwy, krętogłów, pleszka zwyczajna, muchołówka żałobna. Do gatunków lęgowych należą gil zwyczajny, orzechówka zwyczajna, raniuszek, brodziec samotny a także orzeł przedni, bielik oraz kobczyk. Z dużych ssaków w lasach występują jelenie, sarny i dziki, obserwowano również rysie.